# 마리 프레보스트

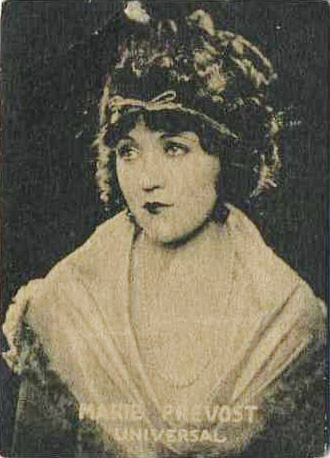

마리 프레보스트(Mary Bickford Dunn, 1896년 11월 8일 ~ 1937년 1월 21일)는 캐나다의 배우, 영화배우이다.
사니아에서 태어났으며 할리우드에서 사망하였다. 사인은 심부전이다. 할리우드 포에버 공동묘지에 매장되었다.

## 영화
- 케인 앤 마블 (1936년)
- 쓰리 와이즈 걸스 (1932년)
- 신사의 운명 (1931년)
- 마델론의 비극 (1931년)
- 파티 걸 (1930년)
- 더 러시 아워 (1928년)
- 시련 (1928년)
- 나이트 브라이드 (1927년)
- 올모스트 어 레이디 (1926년)
- 업 인 마벨스 룸 (1926년)
- 나나 (1926년)
- 키스 미 어게인 (1925년)
- 레드 라이츠 (1923년)